# Майкл Рокфеллер
Майкл Рокфеллер (близько 1938 — безвісти пропалий після 17 листопада 1961) — американський етнограф і антрополог, дослідник, син відомого політика і банкіра Нельсона Олдрича Рокфеллера. Зник безвісти під час експедиції в Нідерландську Нову Гвінею.

## Біографія
Народився в 1938 році в сім'ї американського банкіра Нельсона Олдрича Рокфеллера, був правнуком першого доларового мільярдера Джона Рокфеллера. З дитинства Майкл цікавився історією і антропологією, що підтримувалося його батьком. Він багато часу проводив в інституті антропології, який фінансувала родина Рокфеллерів. Майкл вирішив стати науковцем, для чого поступив у Гарвардський університет.
У 1960 році він закінчив його, декілька місяців відслужив в американській армії.
Майкл Рокфеллер мріяв вирушити у наукову експедицію в Океанію, зібрати колекцію, яка б розповідала про життя і побут аборигенів. Нельсон Рокфеллер вітав це рішення сина і виділив гроші на поїздку.

## Експедиція в Океанію

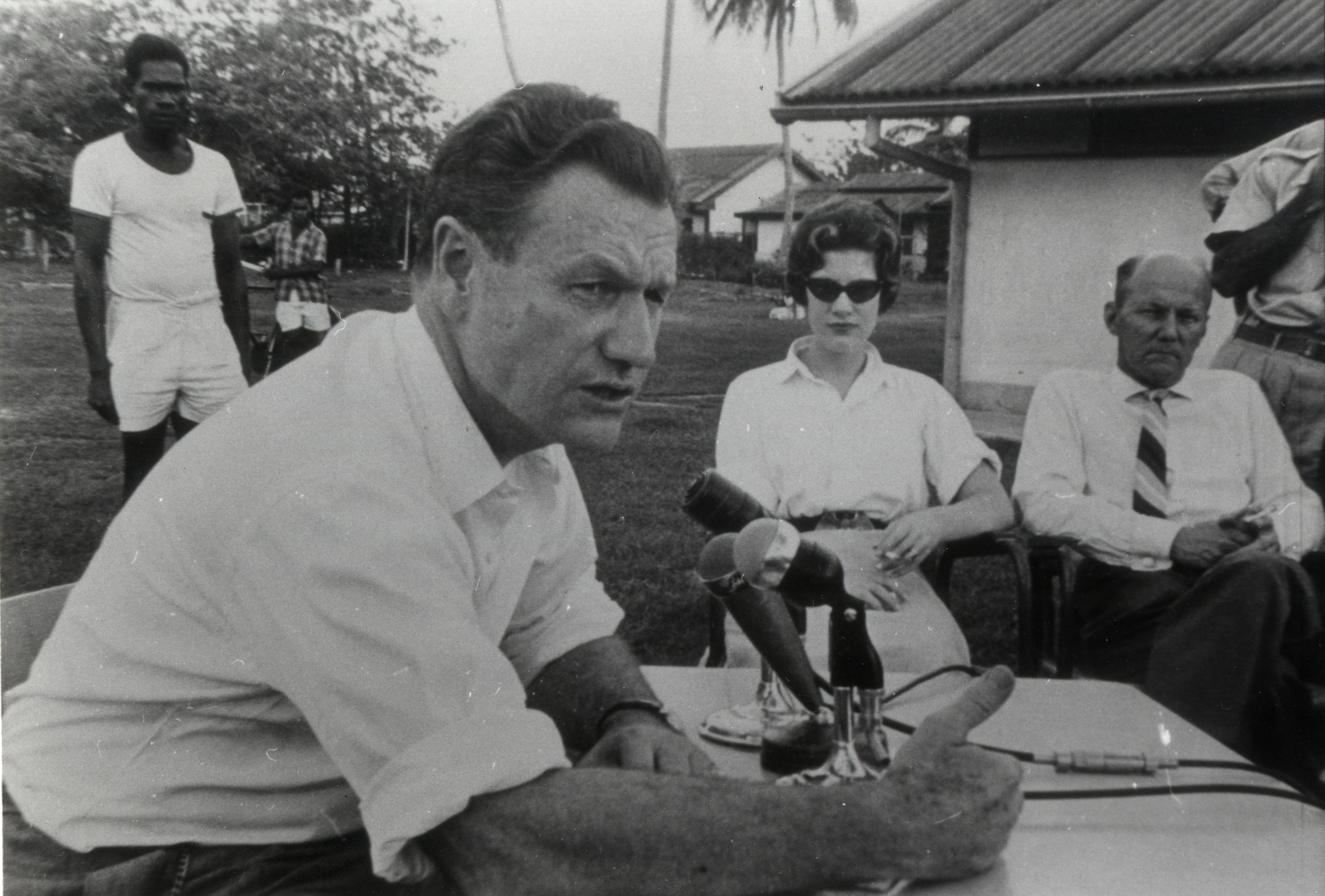
Нельсон Рокфеллер проводить прес-конференцію в Мерауке, Індонезія, на тему зникнення свого сина Майкла

Майкл Рокфеллер вирушив в експедицію восени 1961 року разом з нідерландським етнографом Рене Вассингом. Вони найняли двох провідників з місцевих жителів — Лео і Симона, і разом з ними колесили по поселеннях аборигенів, вимінюючи їх предмети побуту і мистецтва на металеві вироби. Рокфеллер і Вассинг скуповували, серед іншого, також прикрашені людські черепи.
Через деякий час вони зібрали цілу колекцію, яка пізніше була поміщена в експозицію Нью-Йоркського музею первісного мистецтва, але на досягнутому вирішили не зупинятися. Вони вирішили вирушити до поселення місцевого людоїдського племені асматів, щоб дістати унікальні предмети.
Місцеві відмовляли Рокфеллера їхати до асматів, кажучи, що в цьому племені існують забобони, що душа людини переходить до того, хто його убив і з'їв, а шаман одного з племен сказав йому, що він бачить «маску смерті» на його обличчі.
Попри умовляння аборигенів не їхати до асматів, 17 листопада 1961 року Рокфеллер, Вассинг, Лео і Симон вирушили до них. Рокфеллер виміняв саморобний човен в аборигенів, підвісив на нього мотор і вирушив разом зі своїми супутниками до далекого поселення асматів річкою, попри те, що човен був явно перевантажений. Через деякий час мотор човна затих. До берега були близько трьох кілометрів, і провідники експедиції Лео та Симон, прив'язавши до себе каністри з-під палива, попливли до берега.
Їм вдалося досягти берега, попри небезпеку нападу крокодилів, але вони заблукали в джунглях і їх знайшли лише через декілька днів.
Рокфеллер і Вассинг залишалися в човні, проте незабаром його перевернуло хвилею. Вассинг зумів утриматися на його уламках, а Рокфеллер крикнув йому, що попливе до берега. Вассинг відмовився плисти з ним, і бачив, як він поплив до берега. Більше Майкла Рокфеллера ніхто не бачив. Через декілька годин Вассинг був виявлений гідролітаком нідерландських військово-морських сил, а потім шхуна «Тасман» підібрала його. Коли Вассинг прийшов до тями, він розповів про всі обставини.
На пошуки Майкла Рокфеллера були кинуті великі сили, але жодних слідів виявити не вдалося. Незабаром з Нью-Йорка прилетів Нельсон Рокфеллер і спонсорував пошуки сина, але ні Майкла, ні його тіла так і не знайшли.

## Версії зникнення
Досі точно не встановлено, що ж сталося з Майклом Рокфеллером. Багато хто схилявся до того, що потонути в річці або загинути від крокодилів він не міг. За найпоширенішою версією, Рокфеллера вбили і з'їли асмати. За словами християнського місіонера Яна Сміта, чия місія знаходилася недалеко від поселення асматів, він бачив, що аборигени несли одяг зниклого дослідника, більше того — вони показували йому кістки, які могли належати Майклу.
Незабаром Сміт трагічно загинув, і детальніше з'ясувати це не вдалося. Інший місіонер стверджував, що аборигени також розповідали йому про вбитого і з'їденого юнака, чий череп із «залізними очима» (ймовірно, окулярами, які завжди носив Рокфеллер) зберігався у шамана племені, але жодних підтверджень цьому не знайшлися. Також поширена версія про те, що Рокфеллер був убитий асматами, які злякалися, що він — морське чудовисько, яке вийшло з води. За їхніми повір'ями, чудовиська мали людське обличчя і білий колір шкіри.

## Документальні фільми
- «Загублена експедиція Рокфеллера» із циклу «Таємниці століття».